# Mike Tully
Michael « Mike » Scott Tully (né le 21 octobre 1956 à Long Beach) est un athlète américain spécialiste du saut à la perche. 

## Carrière
Mike Tully remporte, sur invitation, l'épreuve des championnats de France disputée à Nevers en juillet 1977 avec un essai à 5,40 mètres devant ses compatriotes Derek Bell et Ripley et le Français Jean-Michel Bellot, champion national avec un saut à 5,20 mètres [1].
Le perchiste californien s'inclinera, en revanche, au terme d'un long suspens, avec un saut de 5,65 mètres, devant un autre Français, Pierre Quinon, vainqueur à 5,75 mètres, lors de la finale du saut à la perche des Jeux olympiques de Los Angeles en 1984.

## Palmarès
| Date | Compétition                | Lieu         | Résultat |
| ---- | -------------------------- | ------------ | -------- |
| 1977 | Coupe du monde des nations | Düsseldorf   | 1er      |
| 1979 | Coupe du monde des nations | Montréal     | 1er      |
| 1983 | Jeux panaméricains         | Caracas      | 1er      |
| 1984 | Jeux olympiques            | Los Angeles  | 2e       |
| 1987 | Jeux panaméricains         | Indianapolis | 1er      |

## Records
Mike Tully réussit son meilleur saut, le 1er mai 1988, en atteignant 5,84 mètres en plein air à Irvine [2].